# Brooke Hogan
Brooke Ellen Bollea (Tampa, 5 de mayo de 1988), más conocida por su nombre artístico Brooke Hogan, es una cantante y actriz estadounidense. Hija del luchador profesional Hulk Hogan, protagonizó el reality show Hogan Knows Best de 2005 a 2007. El programa mostraba a una Brooke adolescente luchando con su padre sobreprotector mientras perseguía su carrera musical.
Hogan nació en Tampa (Florida), y es la hija mayor de Terrence Gene Bollea (Hulk Hogan) y Linda Hogan. Brooke apareció en el Reality Show Hogan Knows Best basada en su familia, cuya premier fue el 10 de julio de 2005 en VH1.
Desde la cancelación de Hogan Knows Best, comenzó su propia serie llamada Brooke Knows Best que se enfoca en su propia vida ahora independiente, sus padres y su vida al lado de sus dos compañeros de cuarto. La segunda temporada de la serie comenzó en mayo de 2009.
Lanzó su álbum debut Undiscovered en el 2006. El 21 de julio del 2009 sacó a la venta su segundo álbum The Redemption.

## Primeros años
Nacida en Tampa, Florida. Es la hija mayor del luchador profesional Hulk Hogan (Terrence Gene "Terry" Bollea) y su exesposa, Linda Bollea, y es la hermana mayor de Nick Bollea.
En el instituto tomó clases de baile, de canto, y gimnasia. También fue animadora de su escuela, Clearwater Central Catholic. Hogan se graduó a los dieciséis años.

## Carrera
Hogan firmó con Trans Continental Records en el 2002. Su primera canción en Estados Unidos fue "Everything to Me". Producida y escrita por Shep Goodman y Kenny Gioia como parte del álbum This Voice, el sencillo fue lanzado en julio de 2004. Apareció en el número 97 de los Billboard Hot 100 y #1 en los Hot 100 Singles Sales, pero salió de los charts en un par de semanas. El álbum estaba planeado para lanzarse el 21 de septiembre del 2004, lo que nunca ocurrió.
Brooke apareció con su padre en un especial de VH1, (Inside) Out: Hulk Hogan, Stage Dad. Este suceso ocasionó la llegada de Hogan Knows Best que debutó en julio del 2005 y fue una de las mejores series de VH1 en su historia.
En 2006, Hogan cambió de discográfica a la de Scott Storch, inicialmente llamada Storchaveli Records, para luego llamarse Storch Music Company. El álbum, Undiscovered, fue lanzado el 24 de octubre de 2006. El primer sencillo, "About Us", se estrenó al finalizar la segunda temporada de Hogan Knows Best. En 2006 Brooke ganó un Teen Choice Award por Best Choice Grill por el video musical "About Us".
Hogan apareció en la edición de noviembre de 2006 de la revista FHM, siendo la primera modelo de FHM que no era mayor de 21 años.
También fue jurado en America’s Prom Queen a comienzos de 2008.
El 21 de julio de 2009 lanzó a la venta su último disco hasta la fecha, The Redemption, el cual ha logrado vender 11.000 copias. También comenzó a grabar la segunda temporada de Brooke Knows Best cuyo estreno fue en mayo de 2009.
El 31 de marzo de 2009, lanzó el sencillo del álbum The Redemption, llamado "Falling", y que contó con la colaboración del rapero Stack$.
Participó en Tiburones Bajo Tierra como Sandy Powers

## Carrera profesional de lucha libre

### World Wrestling Entertainment (WWE) (2006)
Brooke hizo su debut en la WWE el 15 de julio de 2006 en el episodio de WWE Saturday Night's Main Event, apareciendo con su padre. Randy Orton salió y coqueteó con Brooke y luego retó a Hulk a un duelo en SummerSlam. Orton aparecería más tarde en WWE Raw con una familia Hogan falsa y besó a la falsa Brooke.

### Total Nonstop Action Wrestling (2012–2013)
El 17 de mayo de 2012, Total Nonstop Action Wrestling (TNA), la promoción de lucha libre donde su padre trabajaba, anunció que Brooke había firmado para trabajar como una figura de autoridad en pantalla y un consultor de backstage a los TNA Knockouts.
En julio de 2012, Brooke confirmó a través de su cuenta oficial en Twitter, que ha continuado escribiendo y desarrollando su tercer álbum de estudio. A mediados de 2012, ha estado apareciendo en la Total Nonstop Action Wrestling (TNA), semanalmente los jueves por la noche para ayudar a promover la división de lucha femenina.
En octubre de 2016, TMZ informó que Hogan estaba formando una liga femenina de lucha libre, junto con las hijas de Roddy Piper, Diamond Dallas Page y Kerry Von Erich.

## Vida personal
Hogan estaba comprometida con el central del Dallas Cowboys, Phil Costa. La pareja canceló su compromiso en noviembre de 2013.
En 2015, una grabación de audio (y sus transcripciones) con comentarios racistas que su padre Hulk Hogan supuestamente hizo sobre ella y su acompañante en 2006 se convirtió en el centro de la controversia que dio lugar a que su contrato con la WWE terminara. Los comentarios de Hulk Hogan se describieron a sí mismo como su marido ideal y que él traería la ‘Hulkamanía’ a cualquiera que se casara con su hija. En respuesta, escribió un poema defendiéndolo.

## Discografía

### Álbumes
| Año  | Álbum | Singles | Ventas (U.S) |
| ---- | --- | --- | ------------ |
| 2004 | This Voice - Álbum cancelado - Label: TransContinental Records | - "Everything To Me"                                                                                             | N/A          |
| 2006 | Undiscovered - 1st Álbum estudio - Fecha lanzamiento: 24 de octubre de 2006 - Label: SoBe Entertainment - Peak chart positions: #1 (Top ALbums independientes ), #28 (Billboard 200) | - "About Us" - "Heaven Baby" - "For a Moment"                                                                    | 127,000      |
| 2009 | Judgement Day - 1st Mixtape - Fecha lanzamiento: 4 de julio de 2009 - Label: SoBe Entertainment                                                                                      | - "Birthday Sex (Remix)" (featuring Fabolous & Jeremih) - "Heart Breaker" - "Ur Not That Hot" (featuring Stack$) |              |
| 2009 | The Redemption - 2nd Álbum estudio - Fecha lanzamiento : 21 de julio de 2009 - Label: SoBe Entertainment                                                                             | - "Falling" - "Hey Yo!"                                                                                          | —            |

### Singles
| Year | Title                          | U.S. Billboard Chart positions | U.S. Billboard Chart positions | U.S. Billboard Chart positions | U.S. Billboard Chart positions | U.S. Billboard Chart positions | WW Chart positions | WW Chart positions | Álbum                   |
| Year | Title                          | U.S.                           | U.S. Pop                       | Hot Singles Sales              | U.S. Dance                     | Rhythmic Top 40                | Vh1                | UK                 | Álbum                   |
| ---- | ------------------------------ | ------------------------------ | ------------------------------ | ------------------------------ | ------------------------------ | ------------------------------ | ------------------ | ------------------ | ----------------------- |
| 2004 | "Everything to Me"             | 97                             | —                              | 1                              | —                              | —                              | —                  | —                  | This Voice (unreleased) |
| 2006 | "About Us" (feat. Paul Wall)   | 33                             | 34                             | 1                              | 35                             | 21                             | 1                  | 4                  | Undiscovered            |
| 2009 | "Falling" (feat. Stacks)       | —                              | —                              | —                              | —                              | —                              | —                  | —                  | The Redemption          |
| 2009 | "Hey Yo" (feat. Colby O'Donis) | TBA                            | TBA                            | TBA                            | TBA                            | TBA                            | TBA                | TBA                | The Redemption          |